# Чекановые горихвостки
Чекановые горихвостки (лат. Cossypha) — род воробьиных птиц из семейства мухоловковых.

## Виды
В состав рода включают 8 видов:
- Cossypha albicapillus (Vieillot, 1818) — Белошапочная чекановая горихвостка
- Cossypha heuglini Hartlaub, 1866 — Белобровая чекановая горихвостка
- Cossypha dichroa (Gmelin, 1789) — Шумная чекановая горихвостка
- Cossypha semirufa (Rüppell, 1837) — Чекановая горихвостка Рюппеля
- Cossypha niveicapilla (Lafresnaye, 1838) — Седоголовая чекановая горихвостка
- Cossypha natalensis Smith, 1840 — Натальская чекановая горихвостка
- Cossypha heinrichi Rand, 1955 — Ангольская чекановая горихвостка
- Cossypha cyanocampter (Bonaparte, 1850) — Синеплечая чекановая горихвостка

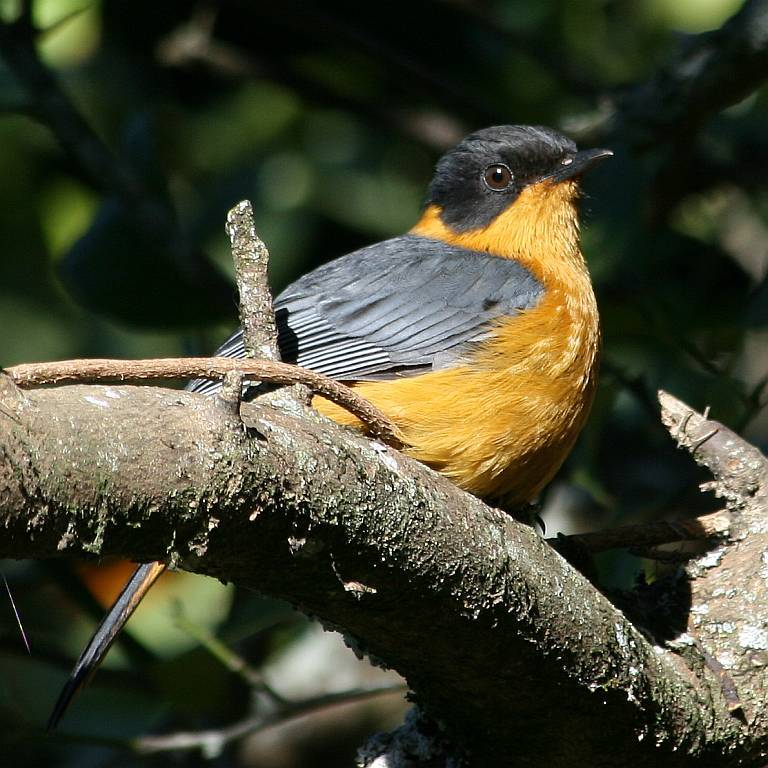
Шумная чекановая горихвостка
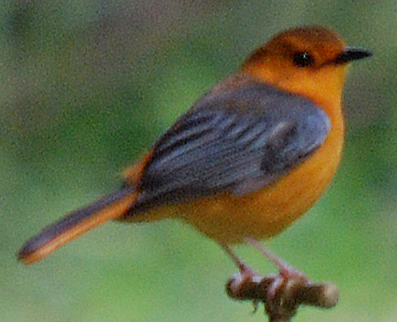
Натальская чекановая горихвостка
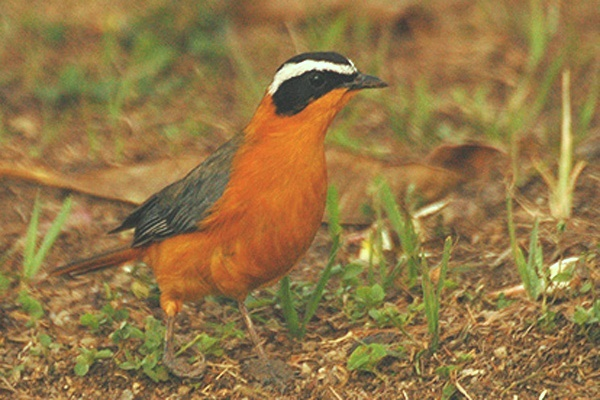
Белобровая чекановая горихвостка
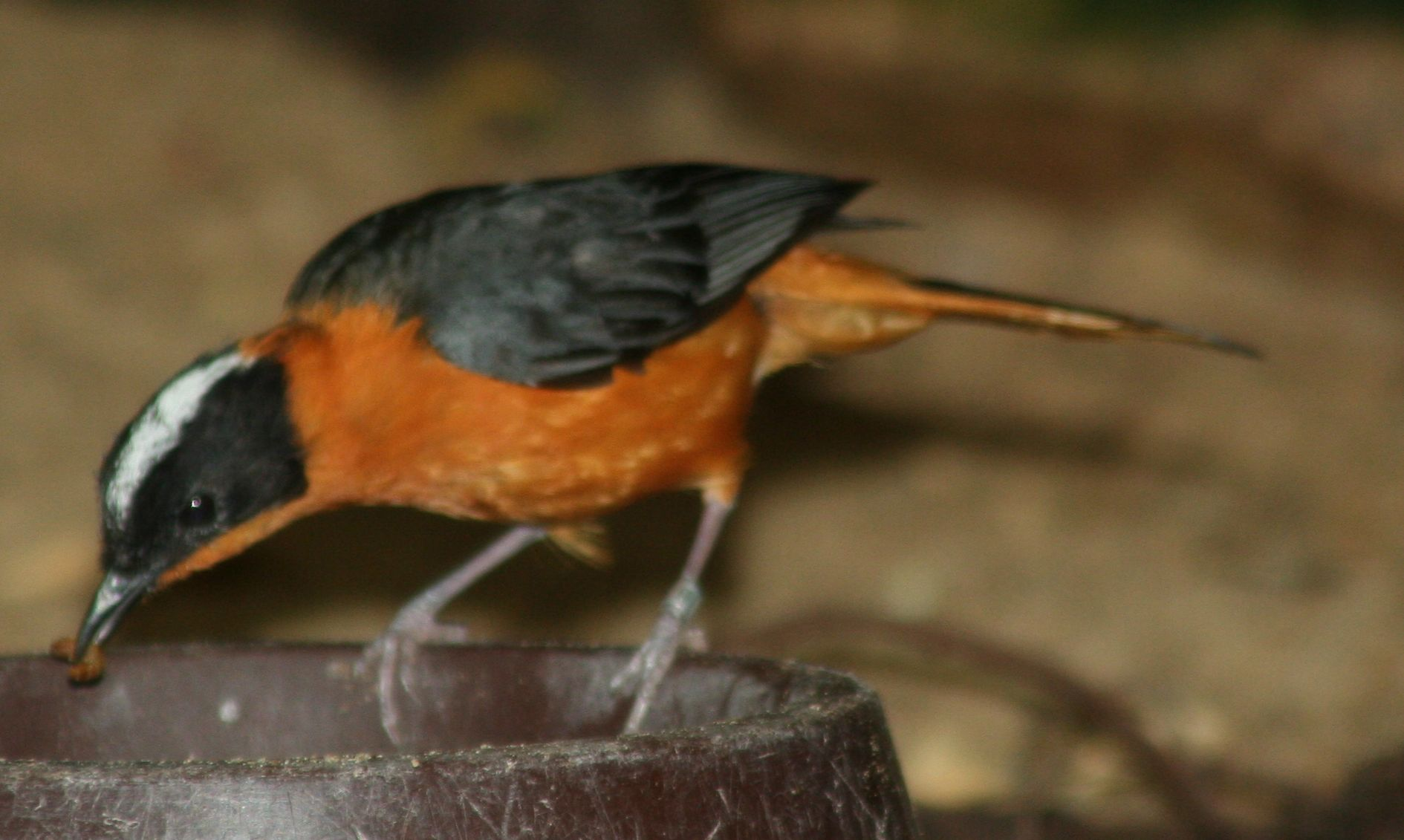
Седоголовая чекановая горихвостка